# Juvenát

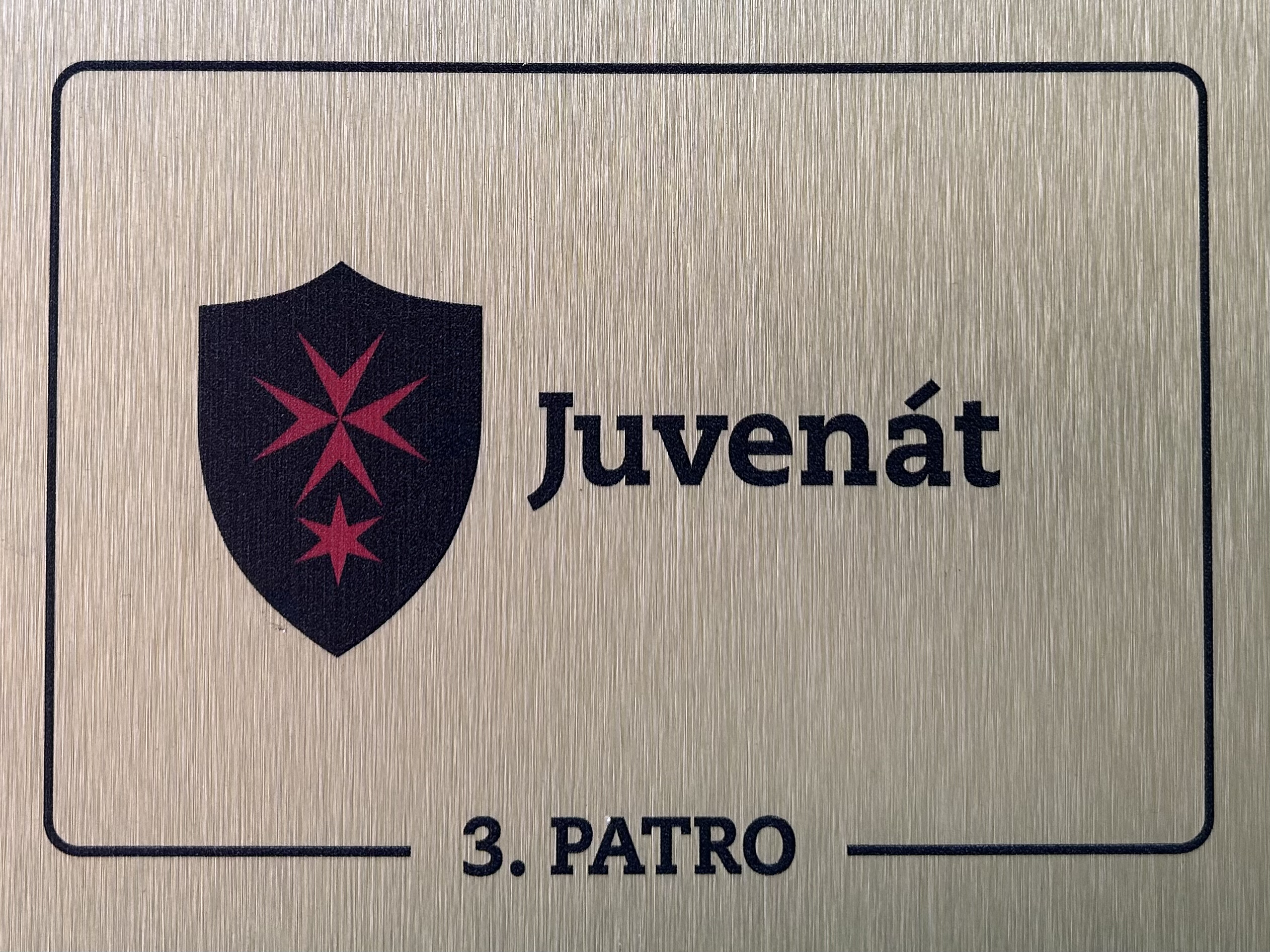
Juvenát na orientační tabuli v pražském klášteře křižovníků

Jako juvenát (od lat. iuvenis – mladý) byly označovány řádové výchovné ústavy poskytující chovancům (obvykle bezúplatně) středoškolské vzdělání, ubytování v klášterním prostředí a určitou míru řádové formace. Obvykle byly zřizovány při klášterech ve větších městech, kde bylo možné studovat na gymnáziu. Pro chlapce z chudších poměrů šlo o cestu k získání středoškolského vzdělání. Řada chovanců se po dosažení plnoletosti stávala členy řádu a obvykle pokračovala v přípravě ke kněžství.
V českých zemích všechny juvenáty zanikly následkem Akce K a po Sametové revoluci nebyly obnoveny.
V současnosti zařízení s názvem juvenát provozuje řád křižovníků s červenou hvězdou; na rozdíl od historického užití termínu však nejde o středoškolský internát, nýbrž o ubytování pro vysokoškolské studenty.